# Arquímedes
Arquímedes de Siracusa (en griego antiguo: Ἀρχιμήδης Arkhimḗdēs de αρχι archi (preeminencia, dominio) y Ημαδομαι emadomai (preocuparse), significaría: ‘el que se preocupa’; Siracusa (Sicilia), ca. 287 a. C.-Siracusa (Sicilia), ca. 212 a. C.) fue un físico, ingeniero, inventor, astrónomo y matemático griego. Aunque se conocen pocos detalles de su vida, es considerado uno de los científicos más importantes de la Antigüedad. Entre sus avances en física se encuentran sus fundamentos en hidrostática, estática y la explicación del principio de la palanca. Es reconocido por haber diseñado innovadoras máquinas, incluyendo armas de asedio y el tornillo de Arquímedes, que lleva su nombre. Experimentos modernos han probado las afirmaciones de que Arquímedes llegó a diseñar máquinas capaces de sacar barcos enemigos del agua o prenderles fuego utilizando una serie de espejos.
Se considera que Arquímedes fue uno de los matemáticos más grandes de la antigüedad y, en general, de toda la historia. Usó el método exhaustivo para calcular el área bajo el arco de una parábola con el sumatorio de una serie infinita, y dio una aproximación extremadamente precisa del número pi. También definió la espiral que lleva su nombre, fórmulas para los volúmenes de las superficies de revolución y un ingenioso sistema para expresar números muy largos.
Arquímedes murió durante el sitio de Siracusa (214-212 a. C.), cuando fue asesinado por un soldado romano, a pesar de que existían órdenes de que no se le hiciese ningún daño.
A diferencia de sus inventos, los escritos matemáticos de Arquímedes no fueron muy conocidos en la antigüedad. Los matemáticos de Alejandría lo leyeron y lo citaron, pero la primera compilación integral de su obra no fue realizada hasta c. 530 d. C. por Isidoro de Mileto. Los comentarios de las obras de Arquímedes escritos por Eutocio en el siglo VI las abrieron por primera vez a un público más amplio. Las relativamente pocas copias de trabajos escritos de Arquímedes que sobrevivieron a través de la Edad Media fueron una importante fuente de ideas durante el Renacimiento, mientras que el descubrimiento en 1906 de trabajos desconocidos de Arquímedes en el Palimpsesto de Arquímedes ha ayudado a comprender cómo obtuvo sus resultados matemáticos.

## Biografía

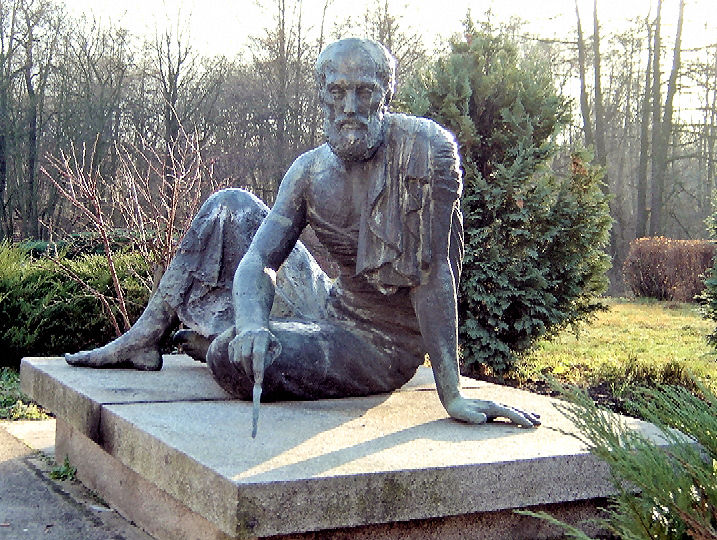
Estatua de bronce de Arquímedes ubicada en el observatorio Archenhold en Berlín. Fue esculpida por Gerhard Thieme e inaugurada en 1972.

Hay pocos datos fiables sobre la vida de Arquímedes. Sin embargo, todas las fuentes coinciden en que era natural de Siracusa y que murió durante el desenlace del sitio de Siracusa. Arquímedes nació c. 287 a. C. en el puerto marítimo de Siracusa (Sicilia, Italia), ciudad que en aquel tiempo era una colonia de la Magna Grecia. Conociendo la fecha de su muerte, la aproximada fecha de nacimiento está basada en una afirmación del historiador bizantino Juan Tzetzes, que afirmó que Arquímedes vivió hasta la edad de 75 años. Según una hipótesis de lectura basada en un pasaje corrupto de El contador de arena —cuyo título en griego es ψαμμίτης (Psammites)—, Arquímedes menciona el nombre de su padre, Fidias, un astrónomo.
Plutarco escribió en su obra Vidas paralelas (Vida de Marcelo, 14, 7.) que Arquímedes estaba emparentado con el tirano Hierón II de Siracusa. Se sabe que un amigo de Arquímedes, Heráclides, escribió una biografía sobre él pero este libro no se conserva, perdiéndose así los detalles de su vida. Se desconoce, por ejemplo, si alguna vez se casó o tuvo hijos.
Entre los pocos datos ciertos sobre su vida, Diodoro Sículo aporta uno según el cual es posible que Arquímedes, durante su juventud, estudiase en Alejandría, en Egipto. El hecho de que Arquímedes se refiera en sus obras a científicos cuya actividad se desarrollaba en esa ciudad, abona la hipótesis: de hecho, Arquímedes se refiere a Conon de Samos como su amigo en Sobre la esfera y el cilindro, y dos de sus trabajos (El Método de los Teoremas Mecánicos y el Problema del Ganado) están dedicados a Eratóstenes de Cirene.
Arquímedes murió c. 212 a. C. durante la segunda guerra púnica, cuando las fuerzas romanas al mando del general Marco Claudio Marcelo capturaron la ciudad de Siracusa después de un asedio de dos años de duración. Arquímedes se distinguió especialmente durante el sitio de Siracusa, en el que desarrolló armas para la defensa de la ciudad. Polibio, Plutarco, y Tito Livio describen, precisamente, su labor en la defensa de la ciudad como ingeniero, desarrollando piezas de artillería y otros artefactos capaces de mantener a raya al enemigo. Plutarco, en sus relatos, llega a decir que los romanos se encontraban tan nerviosos con los inventos de Arquímedes que la aparición de cualquier viga o polea en las murallas de la ciudad era suficiente como para provocar el pánico entre los sitiadores.

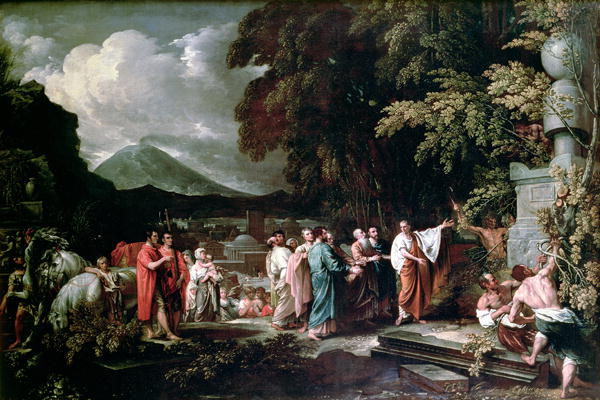
Cicerón y los magistrados descubriendo la tumba de Arquímedes en Siracusa, de Benjamin West (1797). Colección privada.

Arquímedes fue asesinado al final del asedio por un soldado romano, contraviniendo las órdenes del general romano, Marcelo, de respetar la vida del gran matemático griego. Existen diversas versiones de la muerte de Arquímedes: Plutarco, en su relato, da hasta tres versiones diferentes. De acuerdo con su relato más popular, Arquímedes estaba contemplando un diagrama matemático cuando la ciudad fue tomada. Un soldado romano le ordenó ir a encontrarse con el general, pero Arquímedes hizo caso omiso a esto, diciendo que tenía que resolver antes el problema. El soldado, enfurecido ante la respuesta, mató a Arquímedes con su espada. Sin embargo, Plutarco también brinda otros dos relatos menos conocidos de la muerte de Arquímedes, el primero de los cuales sugiere que podría haber sido asesinado mientras intentaba rendirse ante un soldado romano, y mientras le pedía más tiempo para poder resolver un problema en el que estaba trabajando. De acuerdo con la tercera historia, Arquímedes portaba instrumentos matemáticos, y fue asesinado porque el soldado pensó que eran objetos valiosos. Tito Livio, por su parte, se limita a decir que Arquímedes estaba inclinado sobre unos dibujos que había trazado en el suelo cuando un soldado que desconocía quién era, lo mató. En cualquier caso, según todos los relatos, el general Marcelo se mostró furioso ante la muerte de Arquímedes, debido a que lo consideraba un valioso activo científico, y había ordenado previamente que no fuera herido.

Una esfera tiene 2/3 exactos del volumen y de la superficie del cilindro que la circunscribe. Una esfera y un cilindro fueron colocados encima de la tumba de Arquímedes, cumpliendo con su voluntad.

Las últimas palabras atribuidas a Arquímedes fueron «No molestes mis círculos», en referencia a los círculos en el dibujo matemático que supuestamente estaba estudiando cuando lo interrumpió el soldado romano. La frase es a menudo citada en latín como Noli turbare circulos meos, pero no hay evidencia de que Arquímedes pronunciara esas palabras y no aparecen en los relatos de Plutarco.
Cicerón describe la tumba de Arquímedes, que habría visitado, e indica que sobre ella se había colocado una esfera inscrita dentro de un cilindro. Arquímedes había probado que el volumen y el área de la esfera son dos tercios de los del cilindro que la inscribe, incluyendo sus bases, lo cual se consideró el más grande de sus descubrimientos matemáticos. En el año 75 a. C., 137 años después de su muerte, el orador romano Cicerón estaba sirviendo como cuestor en Sicilia y escuchó historias acerca de la tumba de Arquímedes, pero ninguno de los locales fue capaz de decirle dónde se encontraba exactamente. Finalmente, encontró la tumba cerca de la puerta de Agrigento en Siracusa, en una condición descuidada y poblada de arbustos. Cicerón limpió la tumba, y así fue capaz de ver la talla y leer algunos de los versos que se habían escrito en ella.
Los relatos sobre Arquímedes fueron escritos por los historiadores de la antigua Roma mucho tiempo después de su muerte. El relato de Polibio sobre el asedio a Siracusa en su obra Historias (libro VIII) fue escrito alrededor de setenta años después de la muerte de Arquímedes, y fue usado como fuente de información por Plutarco y Tito Livio. Este relato ofrece poca información sobre Arquímedes como persona, y se enfoca en las máquinas de guerra que se decía que había construido para defender la ciudad.

## Descubrimientos e invenciones

### La corona dorada

Es posible que Arquímedes empleara su principio de flotabilidad para determinar si la corona dorada era menos densa que el oro puro.

Una de las anécdotas más conocidas sobre Arquímedes cuenta cómo inventó un método para determinar el volumen de un objeto con una forma irregular. De acuerdo con Vitruvio, Hierón II ordenó la fabricación de una nueva corona con forma de corona triunfal, y le pidió a Arquímedes determinar si la corona estaba hecha solo de oro o si, por el contrario, un orfebre deshonesto le había agregado pirita en su realización. Arquímedes tenía que resolver el problema sin dañar la corona, así que no podía fundirla y convertirla en un cuerpo regular para calcular su masa y volumen, a partir de ahí, su densidad. Mientras tomaba un baño, notó que el nivel de agua subía en la bañera cuando entraba, y así se dio cuenta de que ese efecto podría ser usado para determinar el volumen de la corona. Debido a que el agua no se puede comprimir, la corona, al ser sumergida, desplazaría una cantidad de agua igual a su propio volumen. Al dividir la masa de la corona por el volumen de agua desplazada se podría obtener la densidad de la corona. La densidad de la corona sería menor que la densidad del oro si otros metales menos densos le hubieran sido añadidos. Cuando Arquímedes, durante el baño, se dio cuenta del descubrimiento, se dice que salió corriendo desnudo por las calles, y que estaba tan emocionado por su hallazgo que olvidó vestirse. Según el relato, en la calle gritaba «¡Eureka!» (en griego antiguo: «εὕρηκα» que significa «¡Lo he encontrado!»).
Sin embargo, la historia de la corona dorada no aparece en los trabajos conocidos de Arquímedes. Además, se ha dudado que el método que describe la historia fuera factible, debido a que habría requerido un nivel de exactitud extremo para medir el volumen de agua desplazada.
En lugar de esto, Arquímedes podría haber buscado una solución en la que aplicaba el principio de la hidrostática conocido como el principio de Arquímedes, descrito en su tratado Sobre los cuerpos flotantes. Este principio plantea que todo cuerpo sumergido en un fluido experimenta un empuje de abajo hacia arriba igual al peso del fluido desalojado. Usando este principio, habría sido posible comparar la densidad de la corona dorada con la de oro puro al usar una balanza. Situando en un lado de la balanza la corona objeto de la investigación y en el otro una muestra de oro puro del mismo peso, se procedería a sumergir la balanza en el agua; si la corona tuviese menos densidad que el oro, desplazaría más agua debido a su mayor volumen y experimentaría un mayor empuje que la muestra de oro. Esta diferencia de flotabilidad inclinaría la balanza como corresponde. Galileo creía que este método era «probablemente el mismo que usó Arquímedes, debido a que, además de ser muy exacto, se basa en demostraciones descubiertas por el propio Arquímedes». Alrededor del año 1586, Galileo Galilei inventó una balanza hidrostática para pesar metales en aire y agua que aparentemente estaría inspirada en la obra de Arquímedes.

### ElSiracusiay el tornillo de Arquímedes

El tornillo de Arquímedes puede elevar agua eficientemente

Una gran parte del trabajo de Arquímedes en el campo de la ingeniería surgió para satisfacer las necesidades de su ciudad natal, Siracusa. El escritor griego Ateneo de Náucratis cuenta que Hierón II encargó a Arquímedes el diseño de un enorme barco, el Siracusia, que construyó Arquias de Corinto bajo su supervisión. El barco podía ser usado para viajes lujosos, cargar suministros y como barco de guerra. Finalmente su nombre fue cambiado por el de Alejandría, cuando fue enviado como regalo, junto a un cargamento de grano, al rey Ptolomeo III de Egipto.
Se dice que el Siracusia fue el barco más grande de la antigüedad clásica. Según Ateneo, era capaz de cargar 600 personas e incluía entre sus instalaciones jardines decorativos, un gimnasio y un templo dedicado a la diosa Afrodita. Debido a que un barco de esta envergadura dejaría pasar grandes cantidades de agua a través del casco, el tornillo de Arquímedes supuestamente fue inventado a fin de extraer el agua de la sentina. La máquina de Arquímedes era un mecanismo con una hoja con forma de tornillo dentro de un cilindro. Se hacía girar a mano, y también podía utilizarse para transferir agua desde masas de aguas bajas a canales de irrigación más altos. De hecho, el tornillo de Arquímedes sigue usándose hoy para bombear líquidos y sólidos semifluidos, como carbón, hielo y cereales. El tornillo de Arquímedes, tal como lo describió Marco Vitruvio en los tiempos de Roma, puede haber sido una mejora del tornillo de bombeo que fue usado para irrigar los jardines colgantes de Babilonia.

### La garra de Arquímedes
Polibio narra que la intervención de Arquímedes en el ataque romano a Siracusa fue decisiva, hasta el punto de que desbarató la esperanza romana de tomar la ciudad por asalto, teniendo que modificar su estrategia y pasar al asedio de larga duración, situación que duró ocho meses, hasta la caída definitiva de la ciudad. Entre los ingenios de que se valió para tal hazaña (catapultas, escorpiones y grúas) se encuentra una que es de su invención: la llamada manus ferrea. Los romanos acercaban todo lo que podían los barcos al muro para enganchar sus escaleras a las fortificaciones y poder acceder con sus tropas a las almenas. Entonces entraba en acción la garra, que consistía en un brazo semejante a una grúa del cual pendía un enorme gancho de metal. Cuando se dejaba caer la garra sobre un barco enemigo el brazo se balancearía en sentido ascendente, levantando la proa del barco fuera del agua y provocando una entrada del agua por la popa. Esto inutilizaba los ingenios enemigos y causaba confusión, pero no era lo único que hacía: mediante un sistema de polea y cadenas, dejaba caer súbitamente el barco provocando una escora que podía llevarlo al vuelco y al hundimiento. Ha habido experimentos modernos con la finalidad de probar la viabilidad de la garra, y en un documental del año 2005 titulado Superarmas del mundo antiguo (Superweapons of the Ancient World) se construyó una versión de la garra y se concluyó que era un dispositivo factible.

### El rayo de calor de Arquímedes

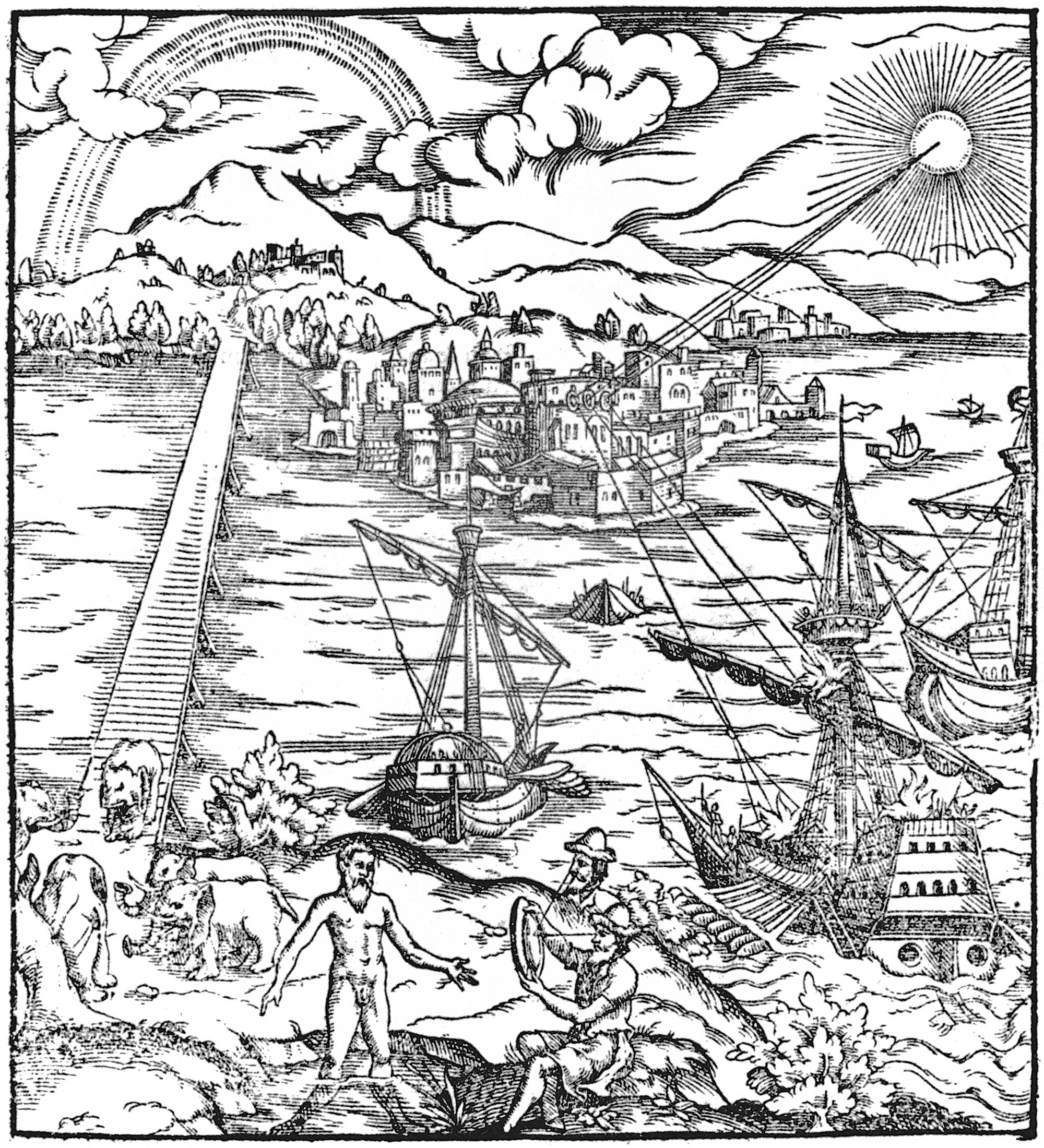
Estampa que reproduce el uso de espejos ustorios en la defensa de la ciudad de Siracusa durante el asedio romano

Según la tradición, dentro de sus trabajos en la defensa de Siracusa, Arquímedes podría haber creado un sistema de espejos ustorios que reflejaban la luz solar concentrándola en los barcos enemigos y con la finalidad de incendiarlos. Sin embargo, las fuentes que recogen estos hechos son tardías, siendo la primera de ellas Galeno, ya en el siglo II. Luciano de Samosata, historiador también del siglo II, escribió que, durante el sitio de Siracusa (213-211 a. C.), Arquímedes repelió un ataque llevado a cabo por soldados romanos con fuego. Siglos más tarde, Antemio de Tralles menciona los espejos ustorios como arma utilizada por Arquímedes. El artefacto, que en ocasiones es denominado como el «rayo de calor de Arquímedes», habría servido para enfocar la luz solar en los barcos que se acercaban, haciendo que estos ardieran.
La credibilidad de esta historia ha sido objeto de debate desde el Renacimiento. René Descartes la rechazó como falsa, mientras que investigadores modernos han intentado recrear el efecto considerando para ello tan solo las capacidades técnicas de las que disponía Arquímedes. Se ha sugerido que una gran cantidad de escudos bien pulidos de bronce o cobre podrían haber sido utilizados como espejos, para así enfocar la luz solar hacia un solo barco. De este modo se habría podido utilizar el principio del reflector parabólico, en una manera similar a un horno solar.
Al contrario que Descartes, Georges-Louis Leclerc de Buffon, sí creía que la hazaña de Arquímedes era perfectamente posible. Para probarlo hizo una serie de experimentos y demostraciones, entre las que destaca una espectacular exhibición en los jardines reales, en 1747. Usando un dispositivo con 168 espejos planos de unos 40 centímetros consiguió que ardiera una pila de leña a una distancia de 60 metros. Concluyó que Arquímedes probablemente trabajó a una distancia de 30-45 metros cuando incendió las embarcaciones romanas.
En 1973 el científico griego Ioannis Sakkas llevó a cabo una prueba del rayo de calor de Arquímedes. El experimento tuvo lugar en la base naval de Skaramangas, en las afueras de Atenas, y en esta ocasión se usaron 70 espejos, cada uno cubierto con una cubierta de cobre y con alrededor de 1.5 m de alto y 1 m de ancho. Los espejos se dirigieron contra una maqueta de madera contrachapada de un barco de guerra romano a una distancia de alrededor de 50 m. Cuando los espejos fueron enfocados con precisión, el barco ardió en llamas en cuestión de unos pocos segundos. La maqueta estaba pintada con una capa de betún, lo cual podría haber ayudado a la combustión.
En octubre de 2005 un grupo de estudiantes del Instituto Tecnológico de Massachusetts llevó a cabo un experimento con 127 espejos cuadrados de 30 cm de lado enfocados en una maqueta de madera de un barco a una distancia de 30 m. Brotaron llamas en una parte del barco, pero únicamente después de que el cielo se despejara y de que el barco permaneciera inmóvil alrededor de diez minutos. Se concluyó que el arma era un mecanismo viable bajo estas condiciones. El grupo del instituto repitió el experimento para el show televisivo MythBusters (cazadores de mitos), usando un barco de pesca de madera como blanco, en San Francisco. Nuevamente hubo carbonización, además de una pequeña cantidad de llamas. Para prenderse fuego, la madera necesita alcanzar su punto de inflamabilidad, el cual ronda los 300 °C.
Cuando los cazadores de mitos emitieron el experimento llevado a cabo en San Francisco en enero de 2006, la afirmación fue categorizada como falsa, debido a la duración del tiempo y el clima necesarios para la combustión. También señalaron que, debido a que Siracusa mira el mar hacia el Este, la flota romana debería haber atacado durante la mañana para una óptima reflexión de la luz por los espejos. Además, armas convencionales como flechas en llamas o catapultas hubieran sido una forma mucho más fácil de prender fuego un barco a cortas distancias.

### Otros descubrimientos e invenciones
Si bien Arquímedes no inventó la palanca, sí escribió la primera explicación rigurosa conocida del principio que entra en juego al accionarla. Según Pappus de Alejandría, debido a su trabajo sobre palancas comentó: «Denme un punto de apoyo y moveré el mundo» (en griego: δῶς μοι πᾶ στῶ καὶ τὰν γᾶν κινάσω). Plutarco describe cómo Arquímedes diseñó el sistema de polipasto, permitiendo a los marineros usar el principio de palanca para levantar objetos que, de otro modo, hubieran sido demasiado pesados como para moverlos.
También se le ha acreditado a Arquímedes haber aumentado el poder y la precisión de la catapulta, así como haber inventado el odómetro durante la primera guerra púnica. El odómetro fue descrito como un carro con un mecanismo de engranaje que tiraba una bola en un contenedor después de cada milla recorrida. Además, en el intento de medir la dimensión aparente del sol, utilizando una regla graduada, Arquímedes, para tratar de reducir la imprecisión de la medida, probó a medir el diámetro de la pupila del ojo humano. Utilizando ese dato en sus cálculos logró una estimación mejor del diámetro solar.
Cicerón (106 a. C.-43 a. C.) menciona a Arquímedes brevemente en su diálogo De re publica, en el cual describe una conversación ficticia en el año 129 a. C. Se dice que, después de la captura de Siracusa c. 212 a. C., el general Marco Claudio Marcelo llevó de vuelta a Roma dos mecanismos que se usaban como herramientas para estudios astronómicos, que mostraban los movimientos del Sol, la Luna y cinco planetas. Cicerón menciona mecanismos similares diseñados por Tales de Mileto y Eudoxo de Cnidos. El diálogo dice que Marcelo guardó uno de los mecanismos como su botín personal de Siracusa y donó el otro al Templo de la Virtud en Roma. De acuerdo a Cicerón, Cayo Sulpicio Galo hizo una demostración del mecanismo de Marcelo, y lo describió así:

Hanc sphaeram Gallus cum moveret, fiebat ut soli luna totidem conversionibus in aere illo quot diebus in ipso caelo succederet, ex quo et in caelo sphaera solis fieret eadem illa defectio, et incideret luna tum in eam metam quae esset umbra terrae, cum sol e regione.
Cuando Galo movió el globo, ocurrió que la Luna siguió al Sol tantas vueltas en ese invento de bronce como en el cielo mismo, por lo que también en el cielo el globo solar llegó a tener ese mismo alejamiento, y la Luna llegó a esa posición en la cual estaba su sombra sobre la Tierra, cuando el Sol estaba en línea.

Esta descripción corresponde a la de un planetario. Pappus de Alejandría dijo que Arquímedes había escrito un manuscrito (ahora perdido) acerca de la construcción de estos mecanismos que se titulaba Sobre hacer esferas. Investigaciones modernas en esta área se han centrado en el mecanismo de Antiquitera, otro mecanismo de la antigüedad clásica probablemente diseñado con el mismo propósito. Construir mecanismos de este tipo debería haber requerido un sofisticado conocimiento de engranajes diferenciales y se pensaba que esto iba más allá del alcance de la tecnología disponible en esos tiempos, pero el descubrimiento del mecanismo de Antiquitera en 1902 vino a confirmar que esta clase de artefactos eran conocidos por los antiguos griegos.

## Matemática
Si bien la faceta de inventor de Arquímedes es quizás la más popular, también realizó importantes contribuciones al campo de la matemática. Sobre el particular, Plutarco dijo de él que «tenía por innoble y ministerial toda ocupación en la mecánica y todo arte aplicado a nuestros usos, y ponía únicamente su deseo de sobresalir en aquellas cosas que llevan consigo lo bello y excelente, sin mezcla de nada servil, diversas y separadas de las demás».

Arquímedes utilizó el método exhaustivo para conseguir el valor aproximado del número π.

Arquímedes fue capaz de utilizar los infinitesimales de forma similar al moderno cálculo integral. A través de la reducción al absurdo (reductio ad absurdum), era capaz de resolver problemas mediante aproximaciones con determinado grado de precisión, especificando los límites entre los cuales se encontraba la respuesta correcta. Esta técnica recibe el nombre de método exhaustivo, y fue el sistema que utilizó para aproximar el valor del número π. Para ello, dibujó un polígono regular inscrito y otro circunscrito a una misma circunferencia, de manera que la longitud de la circunferencia y el área del círculo quedan acotadas por esos mismos valores de las longitudes y las áreas de los dos polígonos. A medida que se incrementa el número de lados del polígono la diferencia se acorta, y se obtiene una aproximación más exacta. Partiendo de polígonos de 96 lados cada uno, Arquímedes calculó que el valor de π debía encontrarse entre 310⁄71 (aproximadamente 3.1408) y 31⁄7 (aproximadamente 3.1429), lo cual es consistente con el valor real de π. También demostró que el área del círculo era igual a π multiplicado por el cuadrado del radio del círculo. En su obra Sobre la esfera y el cilindro, Arquímedes postula que cualquier magnitud, sumada a sí misma suficiente número de veces, puede exceder cualquier otra magnitud dada, postulado que es conocido como la propiedad arquimediana de los números reales.
En su obra sobre la Medición del círculo, Arquímedes ofrece un intervalo para el valor de la raíz cuadrada de 3 de entre 265⁄153 (aproximadamente 1.7320261) y 1351⁄780 (aproximadamente 1.7320512). El valor real se ubica aproximadamente en 1.7320508, por lo que la estimación de Arquímedes resultó ser muy exacta. Sin embargo, introdujo este resultado en su obra sin explicación de qué método había utilizado para obtenerlo.

Arquímedes demostró que el área del segmento parabólico de la figura superior es igual a 4/3 de la del triángulo inscrito de la figura inferior.

En su obra sobre La cuadratura de la parábola, Arquímedes probó que el área definida por una parábola y una línea recta equivalía exactamente a 4⁄3 el área del correspondiente triángulo inscrito, tal y como se puede observar en la figura de la derecha. Para obtener ese resultado, desarrolló una serie geométrica infinita con una razón común de 1⁄4:
{\displaystyle \sum _{n=0}^{\infty }4^{-n}=1+4^{-1}+4^{-2}+4^{-3}+\cdots ={4 \over 3}.\;}
El primer término de esta suma equivale al área del triángulo, el segundo sería la suma de las áreas de los dos triángulos inscritos en las dos áreas delimitadas por el triángulo y la parábola, y así sucesivamente. Esta prueba utiliza una variación de la serie infinita 1⁄4 + 1⁄16 + 1⁄64 + 1⁄256 + ..., cuya suma se demuestra que equivale a 1⁄3.
En otra de sus obras Arquímedes se enfrentó al reto de intentar calcular el número de granos de arena que podía contener el universo. Para hacerlo, desafió la idea de que el número de granos fuera tan grande como para poder ser contados. Escribió:

Existen algunos, Rey Gelón, que creen que el número de granos de arena es infinito en multitud; y cuando me refiero a la arena me refiero no solo a la que existe en Siracusa y el resto de Sicilia sino también la que se puede encontrar en cualquier región, ya sea habitada o deshabitada.
Arquímedes

Para poder afrontar el problema, Arquímedes diseñó un sistema de cálculo basado en la miríada. Se trata de una palabra que procede del griego μυριάς (murias) y que servía para hacer referencia al número 10 000. Propuso un sistema en el que se utilizaba una potencia de una miríada de miríadas (100 millones) y concluía que el número de granos de arena necesarios para llenar el universo sería de  8 × 1063.

## Escritos
Las obras de Arquímedes fueron originalmente escritas en griego dórico, el dialecto hablado en la antigua Siracusa.
El trabajo escrito de Arquímedes no se ha conservado tan bien como el de Euclides, y siete de sus tratados solo se conocen a través de referencias hechas por otros autores. Pappus de Alejandría, por ejemplo, menciona Sobre hacer esferas y otro trabajo sobre poliedros, mientras que Teón de Alejandría cita un comentario sobre la refracción de una obra perdida titulada Catoptrica. Durante su vida, Arquímedes difundió los resultados de su trabajo a través de la correspondencia que mantenía con los matemáticos de Alejandría. Los escritos de Arquímedes fueron recolectados por el arquitecto bizantino Isidoro de Mileto (c. 530 d. C.), mientras que los comentarios sobre los trabajos de Arquímedes escritos por Eutocio en el siglo VI ayudaron a difundir su trabajo a un público más amplio. La obra de Arquímedes fue traducida al árabe por Thábit ibn Qurra (836-901 d. C.), y al latín por Gerardo de Cremona (c. 1114-1187 d. C.). Durante el Renacimiento, en 1544, el Editio Princeps (Primera edición) fue publicado por Johann Herwagen en Basilea, con la obra de Arquímedes en griego y latín.

### Trabajos conservados

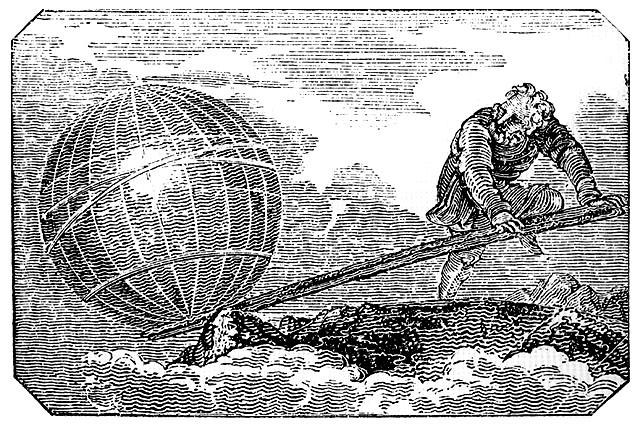
Se cuenta que Arquímedes dijo sobre la palanca: «Denme un punto de apoyo y moveré el mundo»

Sobre el equilibrio de los planos
En dos volúmenes
El primer libro consta de quince proposiciones con siete axiomas, mientras que el segundo consta de diez proposiciones. En esta obra, Arquímedes explica la ley de la palanca, afirmando lo siguiente:

Las magnitudes están en equilibrio a distancias recíprocamente proporcionales a sus pesos.

Arquímedes usa los principios derivados para calcular las áreas y los centros de gravedad de varias figuras geométricas, incluyendo triángulos, paralelogramos y parábolas.
Sobre la medida de un círculo
Se trata de una obra corta, consistente en tres proposiciones. Está escrito en forma de una carta a Dositeo de Pelusio, un alumno de Conón de Samos. En la proposición II, Arquímedes muestra que el valor del número π (Pi) es mayor que 223/71 y menor que 22/7. Esta cifra fue utilizada como aproximación de π a lo largo de la Edad Media e incluso aún hoy se utiliza cuando se requiere de una cifra aproximada.
Sobre las espirales
Esta obra, compuesta de 28 proposiciones, también está dirigida a Dositeo. El tratado define lo que hoy se conoce como la espiral de Arquímedes. Esta espiral representa el lugar geométrico en el que se ubican los puntos correspondientes a las posiciones de un punto que es desplazado hacia afuera desde un punto fijo con una velocidad constante y a lo largo de una línea que rota con una velocidad angular constante. En coordenadas polares, (r, θ) la elipse puede definirse a través de la ecuación
 :{\displaystyle \,r=a+b\theta }
siendo a y b números reales. Este es uno de los primeros ejemplos en los que un matemático griego define una curva mecánica (una curva trazada por un punto en movimiento).
Sobre la esfera y el cilindro
Dos volúmenes
En este tratado, dirigido también a Dositeo, Arquímedes llega a la conclusión matemática de la que estaría más orgulloso, esto es, la relación entre una esfera y un cilindro circunscrito con la misma altura y diámetro. El volumen es {\displaystyle {\tfrac {4}{3}}\pi r^{3}} para la esfera, y {\displaystyle 2\pi r^{3}} para el cilindro. El área de la superficie es {\displaystyle 4\pi r^{2}} para la esfera, y {\displaystyle 6\pi r^{2}} para el cilindro (incluyendo sus dos bases), donde {\displaystyle r} es el radio de la esfera y del cilindro. La esfera tiene un área y un volumen equivalentes a dos tercios de los del cilindro. A pedido del propio Arquímedes, se colocaron sobre su tumba las esculturas de estos dos cuerpos geométricos.
Sobre los conoides y esferoides
Este es un trabajo en 32 proposiciones y también dirigido a Dositeo en el que Arquímedes calcula las áreas y los volúmenes de las secciones de conos, esferas y paraboloides.
Sobre los cuerpos flotantes
En dos volúmenes
En la primera parte de este tratado, Arquímedes explica la ley del equilibrio de los líquidos, y prueba que el agua adopta una forma esférica alrededor de un centro de gravedad. Esto puede haber sido un intento de explicar las teorías de astrónomos griegos contemporáneos, como Eratóstenes, que afirmaban que la tierra es esférica. Los líquidos descritos por Arquímedes no son auto-gravitatorios, debido a que él asume la existencia de un punto hacia el cual caen todas las cosas, del cual deriva la forma esférica.
En la segunda parte, Arquímedes calcula las posiciones de equilibrio de las secciones de los paraboloides. Esto fue, probablemente, una idealización de las formas de los cascos de los barcos. Algunas de sus secciones flotan con la base bajo el agua y la parte superior sobre el agua, de una manera similar a como flotan los icebergs. Arquímedes define en su obra el principio de flotabilidad de la siguiente manera:

Todo cuerpo sumergido en un líquido experimenta un empuje vertical y hacia arriba igual al peso de líquido desalojado.

La cuadratura de la parábola
En este trabajo de 24 proposiciones, dirigido a Dositeo, Arquímedes prueba a través de dos métodos distintos que el área cercada por una parábola y una línea recta es 4/3 multiplicado por el área de un triángulo de igual base y altura. Obtiene este resultado calculando el valor de una serie geométrica que suma al infinito con el radio 1/4.
Ostomachion
En esta obra, cuyo tratado más completo que lo describe se encontró dentro del Palimpsesto de Arquímedes, Arquímedes presenta un rompecabezas de disección similar a un tangram. Arquímedes calcula las áreas de 14 piezas que pueden ser ensambladas para formar un cuadrado. Una investigación publicada en 2003 por Reviel Netz de la Universidad de Stanford argumentaba que Arquímedes estaba intentando determinar en cuántas formas se podía ensamblar las piezas para formar un cuadrado. Según Netz, las piezas pueden formar un cuadrado de 17 152 maneras distintas. El número de disposiciones se reduce a 536 cuando se excluyen las soluciones que son equivalentes por rotación y reflexión. Este puzle representa un ejemplo temprano de un problema de combinatoria.
El origen del nombre del puzle es incierto; se ha sugerido que puede haber surgido de la palabra griega para garganta, stómakhos (στόμαχος). Ausonio se refiere al puzle como Ostomachion, una palabra griega compuesta por las raíces ὀστέον (osteon, ‘hueso’) y μάχη (machē, ‘lucha’). El puzle es también conocido como el Loculus de Arquímedes o como la Caja de Arquímedes.
El problema del ganado de Arquímedes
Esta obra fue descubierta por Gotthold Ephraim Lessing en un manuscrito griego consistente en un poema de 44 líneas, en la Herzog August Library en Wolfenbüttel, Alemania, en 1773. Está dirigida a Eratóstenes y a los matemáticos de Alejandría y, en ella, Arquímedes los reta a contar el número de reses en la Manada del Sol, resolviendo un número de ecuaciones diofánticas simultáneas. Hay una versión más difícil del problema en la cual se requiere que algunas de las respuestas sean números cuadrados. Esta versión del problema fue resuelta por primera vez por A. Amthor en 1880, y la respuesta es un número muy grande, aproximadamente  7.760271 × 10206544.
El contador de arena
En este tratado, Arquímedes cuenta el número de granos de arena que entrarían en el universo. Este libro menciona la teoría heliocéntrica del sistema solar propuesta por Aristarco de Samos, e ideas contemporáneas acerca del tamaño de la Tierra y las distancias de varios cuerpos celestes. Usando un sistema de números basado en la capacidad de la miríada, Arquímedes concluye que el número de granos de arena que se requerirían para llenar el universo sería de  8 × 1063, en notación científica moderna. La carta introductoria afirma que el padre de Arquímedes era un astrónomo llamado Fidias. El contador de arena o Psammites es la única obra superviviente de Arquímedes en la que se trata su visión de la astronomía.
El método de teoremas mecánicos
Este tratado, que se consideraba perdido, fue reencontrado gracias al descubrimiento del Palimpsesto de Arquímedes en 1906. En esta obra, Arquímedes emplea el cálculo infinitesimal, y muestra cómo el método de fraccionar una figura en un número infinito de partes infinitamente pequeñas puede ser usado para calcular su área o volumen. Arquímedes pudo haber considerado que este método carecía del suficiente rigor formal, por lo que utilizó también el método exhaustivo para llegar a los resultados. Al igual que El problema del ganado, El método de teoremas mecánicos fue escrito en forma de una carta dirigida a Eratóstenes de Alejandría.

### Obras apócrifas
El Libro de Lemmas o Liber Assumptorum es un tratado de quince proposiciones sobre la naturaleza de los círculos. La copia más antigua del texto está escrita en árabe. Los estudiosos Thomas Heath y Marshall Clagett argumentaron que no pudo haber sido escrito por Arquímedes en esa versión, debido a que él mismo aparece citado en el texto, lo cual sugiere que fue modificado por otro autor. El Lemmas puede estar basado en una obra más antigua, ahora perdida, escrita por Arquímedes.
También se ha dicho que Arquímedes ya conocía la fórmula de Herón para calcular el área de un triángulo sabiendo la medida de sus lados. Sin embargo, la primera referencia fiable de la fórmula viene dada por Herón de Alejandría en el siglo I d. C.

## ElPalimpsesto de Arquímedes

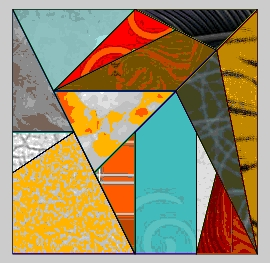
«Stomachion» es un puzle de disección en el Palimpsesto de Arquímedes

El palimpsesto de Arquímedes es una de las principales fuentes a partir de las cuales se conoce la obra de Arquímedes. En 1906, el profesor Johan Ludvig Heiberg visitó Constantinopla y examinó un pergamino de piel de cabra de 174 páginas con oraciones escritas en el siglo XIII. Descubrió que se trataba de un palimpsesto, un documento con texto que ha sido sobreescrito encima de una obra anterior borrada. Los palimpsestos se creaban mediante el raspado de la tinta de obras existentes para luego reutilizar el material sobre el que estaban impresas, lo cual era una práctica común en la Edad Media debido a que la vitela era cara. Las obras más viejas que se podían encontrar en el palimpsesto fueron identificadas por los académicos como copias del siglo X de tratados de Arquímedes que anteriormente eran desconocidos. El pergamino pasó cientos de años en la biblioteca de un monasterio de Constantinopla, antes de ser vendido a un coleccionista privado en la década de 1920. El 29 de octubre de 1998 fue vendido en una subasta a un comprador anónimo por dos millones de dólares en Christie's, Nueva York. El palimpsesto contiene siete tratados, incluyendo la única copia hasta entonces conocida de la obra Sobre los cuerpos flotantes en el original en griego. Es también la única fuente de El método de los teoremas mecánicos, al que se refirió Suidas y que se creyó perdido para siempre. Stomachion también fue descubierto en el palimpsesto, con un análisis más completo del puzle que el que se podía encontrar en textos anteriores.
El palimpsesto está guardado en el Walters Art Museum en Baltimore, Maryland, donde ha pasado por diversas pruebas modernas, incluyendo el uso de luz ultravioleta y de rayos X para leer el texto sobrescrito.
Los tratados que contiene el Palimpsesto de Arquímedes son: Sobre el equilibrio de los planos, Sobre las espirales, Medida de un círculo, Sobre la esfera y el cilindro, Sobre los cuerpos flotantes, El método de los teoremas mecánicos y Stomachion.

## Reconocimientos

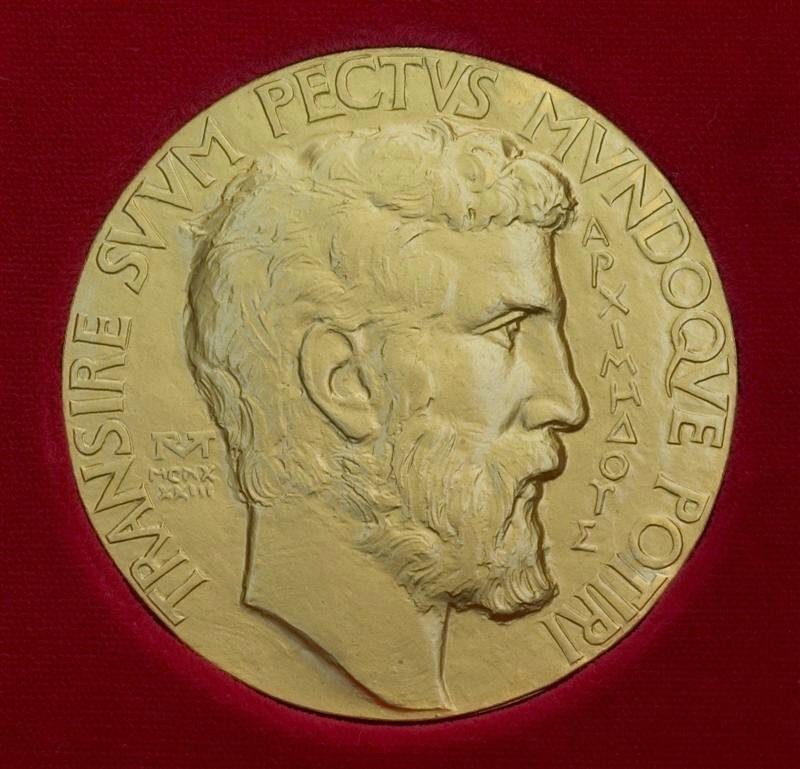
La Medalla Fields representa un retrato de Arquímedes

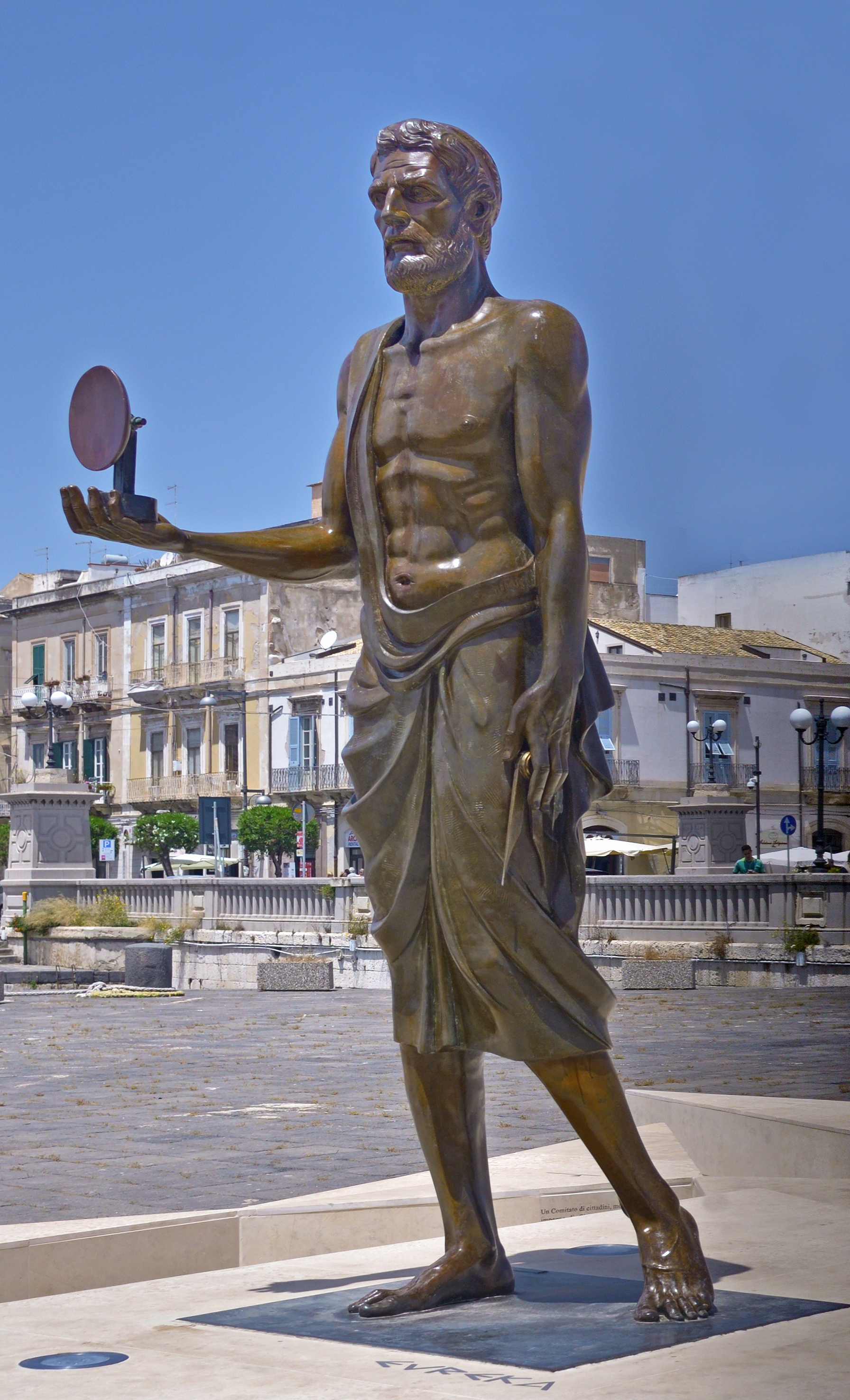
Monumento a Arquímedes en Siracusa

En 1935 se decide en su honor llamar «Arquímedes» a un cráter lunar (29.7° N, 4.0° W) ubicado en la zona oriental del Mare Imbrium. También llevan su nombre la cordillera lunar «Montes de Arquímedes» (25.3° N, 4.6° W) y el asteroide (3600) Arquímedes (3600 Archimedes).
La Medalla Fields, galardón otorgado a los logros matemáticos más destacados, lleva un retrato de Arquímedes, junto con su prueba acerca de la relación matemática entre las áreas y volúmenes de la esfera y el cilindro. La inscripción alrededor de la cabeza de Arquímedes es una cita atribuida a él, que dice en latín Transire suum pectus mundoque potiri («Superarse uno mismo y dominar el mundo»).
Arquímedes ha aparecido en emisiones de sellos de Alemania del Este (1973), Grecia (1983), Italia (1983), Nicaragua (1971), San Marino (1982), y España (1963).
La exclamación «¡Eureka!», atribuida a Arquímedes, es el lema del estado de California. En este caso, sin embargo, la palabra hace referencia al momento del descubrimiento de oro cerca de Sutter's Mill en 1848, que desató la fiebre del oro en California.

## Arquímedes en la cultura popular
Arquímedes y alguno de sus inventos defensivos aparecen en la película Indiana Jones y el dial del destino, durante el Sitio de Siracusa.

### En inglés
- Boyer, Carl Benjamin (1991). A History of Mathematics. New York: Wiley. ISBN 0-471-54397-7.
- Dijksterhuis, E. J. (1987). Archimedes. Princeton University Press, Princeton. ISBN 0-691-08421-1.
- Gow, Mary (2005). Archimedes: Mathematical Genius of the Ancient World. Enslow Publishers, Inc. ISBN 0-7660-2502-0.
- Hasan, Heather (2005). Archimedes: The Father of Mathematics. Rosen Central. ISBN 978-1404207745.
- Heath, T. L. (1897). Works of Archimedes. Dover Publications. ISBN 0-486-42084-1.
- Netz, Reviel and Noel, William (2007). The Archimedes Codex. Orion Publishing Group. ISBN 0-297-64547-1.
- Pickover, Clifford A. (2008). Archimedes to Hawking: Laws of Science and the Great Minds Behind Them. Oxford University Press. ISBN 978-0195336115.
- Simms, Dennis L. (1995). Archimedes the Engineer. Continuum International Publishing Group Ltd. ISBN 0-720-12284-8.
- Stein, Sherman (1999). Archimedes: What Did He Do Besides Cry Eureka?. Mathematical Association of America. ISBN 0-88385-718-9.

### En español
- Arquímedes. Eutocio (2005). Tratados I. Comentarios. Madrid: Editorial Gredos. ISBN 978-84-249-2757-8.
- — (2009). Tratados II. Madrid: Editorial Gredos. ISBN 978-84-249-3596-2.
- VV. AA. (1887). Diccionario Enciclopédico Hispano-Americano. Montaner y Simón Editores.
- Torrija Herrera, Rosalina (2007). Arquímedes. Alrededor del círculo. Nivola. ISBN 978-84-96566-65-1.

### Obras de Arquímedes en Internet
- Textos de Arquímedes y sobre él, en italiano, en Wikisource.
- Tratado de los objetos que están en un líquido.
  - Texto italiano con índice electrónico, en el mismo sitio: trad. anónima de 1822.
- Textos en francés en el sitio de Philippe Remacle (1944-2011): trad. introducción y comentarios en francés de François Peyrard (1759 o 1760 - 1822), profesor de matemáticas y de astronomía del Liceo Bonaparte. París, 1807.
- Textos en inglés en Internet Archive.
- Textos en inglés, en facsímil electrónico.
  - Textos en griego.
  - Textos griegos en el sitio de la Bibliotheca Augustana (Augsburgo).

- Datos: Q8739
- Multimedia: Archimedes / Q8739
- Citas célebres: Arquímedes
- Textos: Autor:Arquímides